# Préface à la quatrième édition italienne de « La Société du spectacle »
Préface à la quatrième édition italienne de « La Société du spectacle » est un livre de Guy Debord publié en 1979 par Champ libre. Il est ensuite réédité en annexe des Commentaires sur la société du spectacle à partir de 1992 par les éditions Gallimard.
Dans ce livre, Guy Debord analyse la situation politique en Italie et plus particulièrement l'exécution d'Aldo Moro en 1978 par les Brigades rouges que Debord considère comme manipulées par les services secrets de l'État.

## Éditions
- Guy Debord, Préface à la quatrième édition italienne de « La Société du spectacle », Champ libre, 1979.  (ISBN 2-85184-102-5)
- Guy Debord, Commentaires sur la société du spectacle suivi de Préface à la quatrième édition italienne de « La Société du spectacle », Gallimard, collection Blanche, 1992.  (ISBN 9782070728077)
- Guy Debord, Commentaires sur la société du spectacle suivi de Préface à la quatrième édition italienne de « La Société du spectacle », Gallimard, collection folio, 1996.  (ISBN 9782070401352)